# Neuwiller-lès-Saverne
Neuwiller-lès-Saverne es una localidad y comuna francesa, situada en el departamento de Bajo Rin en la región de Alsacia.
La comuna se ubica en los límties del Parque natural regional de los Vosgos del Norte.

## Demografía
| 1201 | 1206 | 1115 | 1059 | 1166 | 1146 |
| Para los censos de 1962 a 1999 la población legal corresponde a la población sin duplicidades (Fuente: INSEE [Consultar]) |      |      |      |      |      |

## Patrimonio
- Castillo de Herrenstein
- Abadía de Neuwiller-lès-Saverne
- Iglesia Saint Adelphe.
- recinto amurallado con inscripciones en hebreo (siglo XIII y siglo XVI)

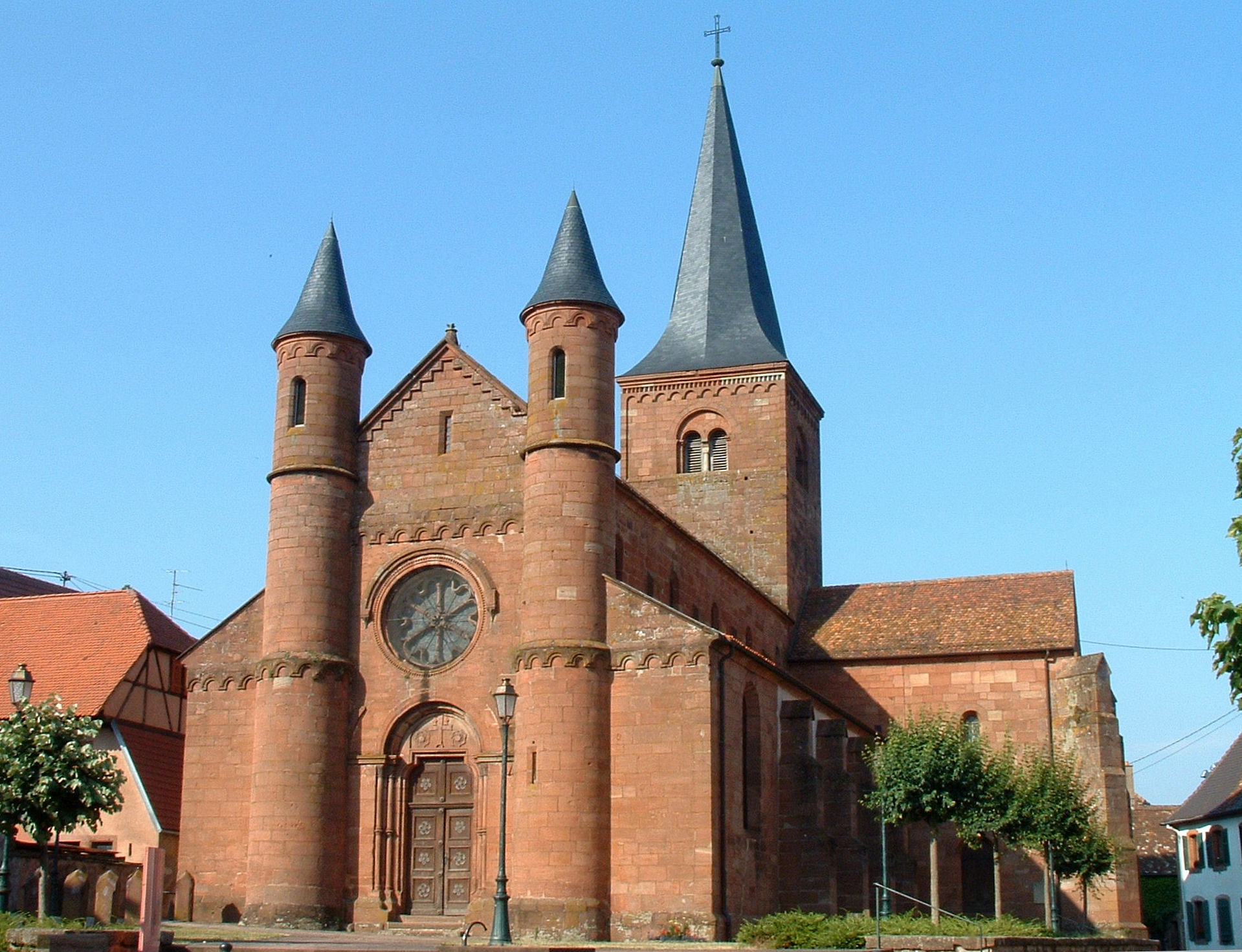
Iglesia de Saint Adelphe.

## Personajes célebres
- Hans Barth, pastor y misionero protestante en África.